# Ronde van Frankrijk 2008/Startlijst
Dit artikel beschrijft de startlijst van de Ronde van Frankrijk 2008. In totaal stonden er 180 renners aan de start, verdeeld over 20 ploegen.

## Overzicht

### Silence-Lotto
| # | renner             | geb. datum | opmerkingen             |
| - | ------------------ | ---------- | ----------------------- |
| 1 | Cadel Evans        | 14-02-1977 |                         |
| 2 | Mario Aerts        | 31-12-1974 |                         |
| 3 | Christophe Brandt  | 06-05-1977 | Afgestapt in 19e etappe |
| 4 | Dario Cioni        | 02-12-1974 |                         |
| 5 | Leif Hoste         | 17-07-1977 |                         |
| 6 | Robbie McEwen      | 24-06-1972 |                         |
| 7 | Jaroslav Popovytsj | 04-01-1980 |                         |
| 8 | Johan Vansummeren  | 04-02-1981 |                         |
| 9 | Wim Vansevenant    | 23-12-1971 |                         |

manager: Marc Sergeant, ploegleider: Herman Frison

### Team CSC-Saxo Bank
| #  | renner            | geb. datum | opmerkingen                        |
| -- | ----------------- | ---------- | ---------------------------------- |
| 11 | Carlos Sastre     | 22-04-1975 | Winnaar 17e etappe, Eindklassement |
| 12 | Kurt-Asle Arvesen | 09-02-1975 | Winnaar 11e etappe                 |
| 13 | Fabian Cancellara | 18-03-1981 |                                    |
| 14 | Volodymyr Hoestov | 15-02-1977 |                                    |
| 15 | Stuart O'Grady    | 06-08-1973 |                                    |
| 16 | Andy Schleck      | 10-06-1985 | Jongerenklassement                 |
| 17 | Fränk Schleck     | 05-04-1980 |                                    |
| 18 | Nicki Sørensen    | 14-05-1975 |                                    |
| 19 | Jens Voigt        | 17-09-1971 |                                    |

manager: Bjarne Riis, ploegleider: Kim Andersen

### Euskaltel-Euskadi
| #  | renner          | geb. datum | opmerkingen |
| -- | --------------- | ---------- | ----------- |
| 21 | Haimar Zubeldia | 01-04-1977 |             |
| 22 | Mikel Astarloza | 17-11-1979 |             |
| 23 | Iñaki Isasi     | 20-04-1977 |             |
| 24 | Egoi Martínez   | 15-05-1978 |             |
| 25 | Juan José Oroz  | 11-07-1980 |             |
| 26 | Rubén Pérez     | 30-10-1981 |             |
| 27 | Samuel Sánchez  | 05-02-1978 |             |
| 28 | Amets Txurruka  | 10-11-1982 |             |
| 29 | Gorka Verdugo   | 04-11-1978 |             |

manager: Miguel Madariaga, ploegleider: Gorka Gerrikagoitia

### Caisse d'Epargne
| #  | renner                     | geb. datum | opmerkingen                    |
| -- | -------------------------- | ---------- | ------------------------------ |
| 31 | Alejandro Valverde         | 25-04-1980 | Winnaar 1e etappe              |
| 32 | David Arroyo               | 07-01-1980 |                                |
| 33 | Arnaud Coyot               | 06-10-1981 |                                |
| 34 | José Vicente García Acosta | 04-08-1972 |                                |
| 35 | José Iván Gutiérrez        | 27-11-1978 |                                |
| 36 | David López García         | 13-05-1981 |                                |
| 37 | Óscar Pereiro              | 03-08-1977 | Afgestapt in 15e etappe na val |
| 38 | Nicolas Portal             | 23-04-1979 |                                |
| 39 | Luis León Sánchez          | 24-11-1983 | Winnaar 7e etappe              |

manager: José Miguel Echavarri, ploegleider: José Luis Jaimerena

### Team Columbia
| #  | renner              | geb. datum | opmerkingen                                                   |
| -- | ------------------- | ---------- | ------------------------------------------------------------- |
| 41 | Kim Kirchen         | 03-07-1978 |                                                               |
| 42 | Marcus Burghardt    | 30-06-1983 | Winnaar 18e etappe                                            |
| 43 | Mark Cavendish      | 21-05-1985 | Winnaar 5e, 8e, 12e en 13e etappe, niet gestart in 15e etappe |
| 44 | Gerald Ciolek       | 19-09-1986 |                                                               |
| 45 | Bernhard Eisel      | 17-02-1981 |                                                               |
| 46 | Adam Hansen         | 11-05-1981 |                                                               |
| 47 | George Hincapie     | 29-06-1973 |                                                               |
| 48 | Thomas Lövkvist     | 04-04-1984 |                                                               |
| 49 | Kanstantsin Siwtsow | 09-08-1982 |                                                               |

manager: Rolf Aldag, ploegleider: Brian Holm

### Barloworld
| #  | renner               | geb. datum | opmerkingen                                        |
| -- | -------------------- | ---------- | -------------------------------------------------- |
| 51 | Mauricio Soler       | 14-01-1983 | Afgestapt in 5e etappe                             |
| 52 | John-Lee Augustyn    | 10-08-1986 |                                                    |
| 53 | Félix Cárdenas       | 25-11-1972 | Afgestapt in 11e etappe                            |
| 54 | Gianpaolo Cheula     | 23-05-1979 |                                                    |
| 55 | Baden Cooke          | 12-10-1978 | Afgestapt in 12e etappe                            |
| 56 | Moisés Dueñas        | 10-05-1981 | Niet gestart in 11e etappe na positieve dopingtest |
| 57 | Chris Froome         | 20-05-1985 |                                                    |
| 58 | Robert Hunter        | 22-04-1977 |                                                    |
| 59 | Paolo Longo Borghini | 10-12-1980 | Afgestapt in 11e etappe                            |

manager: Claudio Corti, ploegleider: Valerio Tebaldi

### Liquigas
| #  | renner                 | geb. datum | opmerkingen                                       |
| -- | ---------------------- | ---------- | ------------------------------------------------- |
| 61 | Filippo Pozzato        | 10-09-1981 |                                                   |
| 62 | Manuel Beltrán         | 28-05-1971 | Niet gestart in 8e etappe na positieve dopingtest |
| 63 | Francesco Chicchi      | 27-11-1980 | Buiten tijdslimiet in 16e etappe                  |
| 64 | Murilo Fischer         | 16-06-1979 |                                                   |
| 65 | Roman Kreuziger        | 06-05-1985 |                                                   |
| 66 | Aljaksandr Koetsjynski | 26-10-1979 |                                                   |
| 67 | Vincenzo Nibali        | 14-11-1984 |                                                   |
| 68 | Manuel Quinziato       | 30-10-1979 |                                                   |
| 69 | Frederik Willems       | 08-09-1979 |                                                   |

manager: Roberto Amadio, ploegleider: Stefano Zanatta

### Lampre
| #  | renner            | geb. datum | opmerkingen                |
| -- | ----------------- | ---------- | -------------------------- |
| 71 | Damiano Cunego    | 19-09-1982 | Niet gestart in 19e etappe |
| 72 | Alessandro Ballan | 06-11-1979 |                            |
| 73 | Matteo Bono       | 11-11-1983 |                            |
| 74 | Marzio Bruseghin  | 15-06-1974 |                            |
| 75 | Marco Marzano     | 10-06-1980 |                            |
| 76 | Massimiliano Mori | 08-01-1974 |                            |
| 77 | Daniele Righi     | 28-03-1976 |                            |
| 78 | Sylwester Szmyd   | 02-03-1978 |                            |
| 79 | Paolo Tiralongo   | 05-07-1977 |                            |

manager: Giuseppe Saronni, ploegleider: Maurizio Piovani

### Crédit Agricole
| #  | renner              | geb. datum | opmerkingen                         |
| -- | ------------------- | ---------- | ----------------------------------- |
| 81 | Thor Hushovd        | 18-01-1978 | Winnaar 2e etappe                   |
| 82 | William Bonnet      | 25-06-1982 |                                     |
| 83 | Aleksandr Botsjarov | 26-02-1975 |                                     |
| 84 | Jimmy Engoulvent    | 07-12-1979 |                                     |
| 85 | Dmitri Fofonov      | 15-08-1976 | Na de 18de etappe betrapt op doping |
| 86 | Simon Gerrans       | 16-05-1980 | Winnaar 15e etappe                  |
| 87 | Christophe Le Mével | 11-09-1980 |                                     |
| 88 | Rémi Pauriol        | 04-04-1982 |                                     |
| 89 | Mark Renshaw        | 22-10-1982 | Afgestapt in 15e etappe             |

manager: Roger Legeay, ploegleider: Serge Beucherie

### Quick-Step
| #  | renner              | geb. datum | opmerkingen             |
| -- | ------------------- | ---------- | ----------------------- |
| 91 | Stijn Devolder      | 26-08-1979 | Afgestapt in 15e etappe |
| 92 | Carlos Barredo      | 05-06-1981 |                         |
| 93 | Matteo Carrara      | 25-03-1979 |                         |
| 94 | Steven de Jongh     | 25-11-1973 |                         |
| 95 | Mauro Facci         | 11-05-1982 | Afgestapt in 7e etappe  |
| 96 | Sébastien Rosseler  | 15-07-1981 |                         |
| 97 | Gert Steegmans      | 30-09-1980 | Winnaar 21e etappe      |
| 98 | Matteo Tosatto      | 14-05-1974 |                         |
| 99 | Jurgen Van De Walle | 09-02-1977 |                         |

ploegleider: Wilfried Peeters en Dirk Demol

### AG2R-La Mondiale
| #   | renner            | geb. datum | opmerkingen            |
| --- | ----------------- | ---------- | ---------------------- |
| 101 | Cyril Dessel      | 29-11-1974 | Winnaar 16e etappe     |
| 102 | José Luis Arrieta | 15-06-1971 |                        |
| 103 | Hubert Dupont     | 13-11-1980 |                        |
| 104 | Vladimir Jefimkin | 02-12-1981 |                        |
| 105 | Martin Elmiger    | 23-09-1978 |                        |
| 106 | John Gadret       | 22-04-1979 | Afgestapt in 7e etappe |
| 107 | Stéphane Goubert  | 13-03-1970 |                        |
| 108 | Christophe Riblon | 17-01-1981 |                        |
| 109 | Tadej Valjavec    | 13-04-1977 |                        |

ploegleider: Vincent Lavenu

### Team Gerolsteiner
| #   | renner            | geb. datum | opmerkingen                                 |
| --- | ----------------- | ---------- | ------------------------------------------- |
| 111 | Stefan Schumacher | 21-07-1981 | Winnaar 4e en 20e etappe, betrapt op doping |
| 112 | Robert Förster    | 27-01-1978 |                                             |
| 113 | Markus Fothen     | 09-09-1981 |                                             |
| 114 | Heinrich Haussler | 25-02-1984 |                                             |
| 115 | Bernhard Kohl     | 04-01-1982 | Bergklassement, betrapt op doping           |
| 116 | Sven Krauss       | 06-01-1983 |                                             |
| 117 | Sebastian Lang    | 15-09-1979 |                                             |
| 118 | Ronny Scholz      | 24-04-1978 |                                             |
| 119 | Fabian Wegmann    | 20-06-1980 | Buiten tijdslimiet in 19e etappe            |

ploegleider: Hans-Michael Holczer

### Agritubel
| #   | renner            | geb. datum | opmerkingen                      |
| --- | ----------------- | ---------- | -------------------------------- |
| 121 | Christophe Moreau | 12-04-1971 | Afgestapt in 7e etappe           |
| 122 | Freddy Bichot     | 09-09-1979 |                                  |
| 123 | Jimmy Casper      | 28-05-1978 | Buiten tijdslimiet in 17e etappe |
| 124 | Romain Feillu     | 16-04-1984 | Buiten tijdslimiet in 19e etappe |
| 125 | Eduardo Gonzalo   | 25-08-1983 |                                  |
| 126 | Nicolas Jalabert  | 13-04-1973 | Afgestapt in 14e etappe          |
| 127 | David Le Lay      | 30-12-1979 |                                  |
| 128 | Geoffroy Lequatre | 30-06-1981 |                                  |
| 129 | Nicolas Vogondy   | 08-08-1977 |                                  |

ploegleider: Denis Leproux

### Rabobank
| #   | renner              | geb. datum | opmerkingen                          |
| --- | ------------------- | ---------- | ------------------------------------ |
| 131 | Denis Mensjov       | 25-01-1978 |                                      |
| 132 | Juan Antonio Flecha | 17-09-1977 | Buiten tijdslimiet in 19e etappe     |
| 133 | Óscar Freire        | 15-02-1976 | Winnaar 14e etappe, Puntenklassement |
| 134 | Sebastian Langeveld | 17-01-1985 |                                      |
| 135 | Koos Moerenhout     | 05-11-1973 |                                      |
| 136 | Joost Posthuma      | 08-03-1981 |                                      |
| 137 | Bram Tankink        | 03-12-1978 |                                      |
| 138 | Laurens ten Dam     | 13-11-1980 |                                      |
| 139 | Pieter Weening      | 05-04-1981 |                                      |

ploegleider: Erik Breukink

### Bouygues Télécom
| #   | renner           | geb. datum | opmerkingen             |
| --- | ---------------- | ---------- | ----------------------- |
| 141 | Pierrick Fédrigo | 30-11-1978 |                         |
| 142 | Stef Clement     | 24-09-1982 |                         |
| 143 | Xavier Florencio | 26-12-1979 |                         |
| 144 | Laurent Lefèvre  | 02-07-1976 |                         |
| 145 | Jérôme Pineau    | 02-01-1980 |                         |
| 146 | Matthieu Sprick  | 29-09-1981 |                         |
| 147 | Joeri Trofimov   | 26-01-1984 | Afgestapt in 10e etappe |
| 148 | Johann Tschopp   | 01-07-1982 |                         |
| 149 | Thomas Voeckler  | 22-06-1979 |                         |

manager: Jean-René Bernaudeau, ploegleider: Jean-François Rodriguez

### Team Milram
| #   | renner          | geb. datum | opmerkingen |
| --- | --------------- | ---------- | ----------- |
| 151 | Erik Zabel      | 07-07-1970 |             |
| 152 | Ralf Grabsch    | 07-04-1973 |             |
| 153 | Christian Knees | 05-03-1981 |             |
| 154 | Brett Lancaster | 15-11-1979 |             |
| 155 | Martin Müller   | 05-04-1974 |             |
| 156 | Björn Schröder  | 27-10-1980 |             |
| 157 | Niki Terpstra   | 18-05-1984 |             |
| 158 | Peter Velits    | 21-02-1985 |             |
| 159 | Marco Velo      | 09-03-1974 |             |

manager: Gerrie van Gerwen, ploegleider: Vittorio Algeri

### Française des Jeux
| #   | renner             | geb. datum | opmerkingen                   |
| --- | ------------------ | ---------- | ----------------------------- |
| 161 | Sandy Casar        | 02-02-1979 |                               |
| 162 | Sébastien Chavanel | 21-03-1981 | Afgestapt in 16e etappe       |
| 163 | Rémy Di Grégorio   | 31-07-1985 |                               |
| 164 | Arnaud Gérard      | 06-10-1984 |                               |
| 165 | Philippe Gilbert   | 05-07-1982 |                               |
| 166 | Lilian Jégou       | 20-01-1976 | Afgestapt in 7e etappe na val |
| 167 | Yoann Le Boulanger | 04-11-1975 |                               |
| 168 | Jérémy Roy         | 22-06-1983 |                               |
| 169 | Benoît Vaugrenard  | 05-01-1982 |                               |

ploegleider: Marc Madiot

### Saunier Duval-Scott
| #   | renner             | geb. datum | opmerkingen                                                                 |
| --- | ------------------ | ---------- | --------------------------------------------------------------------------- |
| 171 | Riccardo Riccò     | 01-09-1983 | Winnaar 6e en 9e etappe, niet gestart in 12e etappe na positieve dopingtest |
| 172 | Rubens Bertogliati | 09-05-1979 | Niet gestart in 12e etappe                                                  |
| 173 | Juan José Cobo     | 11-02-1981 | Niet gestart in 12e etappe                                                  |
| 174 | David de la Fuente | 04-05-1981 | Niet gestart in 12e etappe                                                  |
| 175 | Jesús del Nero     | 16-03-1982 | Niet gestart in 12e etappe                                                  |
| 176 | Ángel Gómez        | 13-05-1981 | Afgestapt in 3e etappe na val                                               |
| 177 | Josep Jufré        | 05-08-1975 | Niet gestart in 12e etappe                                                  |
| 178 | Aurélien Passeron  | 19-01-1984 | Niet gestart in 6e etappe na val in 5e etappe                               |
| 179 | Leonardo Piepoli   | 29-09-1971 | Winnaar 10e etappe, niet gestart in 12e etappe, betrapt op doping           |

manager: Mauro Gianetti, ploegleider: Joxean Fernandez

### Cofidis, Le Crédit par Téléphone
| #   | renner                | geb. datum | opmerkingen                   |
| --- | --------------------- | ---------- | ----------------------------- |
| 181 | Sylvain Chavanel      | 30-06-1979 | Winnaar 19e etappe            |
| 182 | Stéphane Augé         | 06-12-1974 |                               |
| 183 | Florent Brard         | 07-02-1976 |                               |
| 184 | Hervé Duclos-Lassalle | 24-12-1979 | Afgestapt in 1e etappe na val |
| 185 | Samuel Dumoulin       | 20-08-1980 | Winnaar 3e etappe             |
| 186 | Leonardo Duque        | 10-04-1980 |                               |
| 187 | Amaël Moinard         | 02-02-1982 |                               |
| 188 | David Moncoutié       | 30-04-1975 |                               |
| 189 | Maxime Monfort        | 14-01-1983 |                               |

manager: Eric Boyer, ploegleider: Francis van Londersele

### Team Garmin - Chipotle
| #   | renner                | geb. datum | opmerkingen                     |
| --- | --------------------- | ---------- | ------------------------------- |
| 191 | Christian Vande Velde | 22-05-1976 |                                 |
| 192 | Magnus Bäckstedt      | 30-01-1975 | Buiten tijdslimiet in 7e etappe |
| 193 | Julian Dean           | 28-01-1975 |                                 |
| 194 | William Frischkorn    | 10-06-1981 |                                 |
| 195 | Ryder Hesjedal        | 09-12-1980 |                                 |
| 196 | Trent Lowe            | 08-10-1984 |                                 |
| 197 | Martijn Maaskant      | 27-07-1983 |                                 |
| 198 | David Millar          | 04-01-1977 |                                 |
| 199 | Danny Pate            | 23-03-1979 |                                 |

manager: Jonathan Vaughters, ploegleider: Matthew White
1e etappe ·
2e etappe ·
3e etappe ·
4e etappe ·
5e etappe ·
6e etappe ·
7e etappe ·
8e etappe ·
9e etappe ·
10e etappe ·
11e etappe ·
12e etappe ·
13e etappe ·
14e etappe ·
15e etappe ·
16e etappe ·
17e etappe ·
18e etappe ·
19e etappe ·
20e etappe ·
21e etappe
Startlijst · Eindstanden · Afbeeldingen